# Feihyla vittata
Feihyla vittata é uma espécie de anfíbio da família Rhacophoridae.
Pode ser encontrada nos seguintes países: Camboja, China, Índia, Laos, Myanmar, Tailândia, Vietname e possivelmente em Bangladesh.
Os seus habitats naturais são: florestas subtropicais ou tropicais húmidas de baixa altitude, regiões subtropicais ou tropicais húmidas de alta altitude, savanas húmidas, matagal húmido tropical ou subtropical, pântanos, marismas de água doce, marismas intermitentes de água doce, florestas secundárias altamente degradadas e terras irrigadas.